# Азовська кампанія (1855)
Азовська кампанія — дії флоту Великої Британії та Франції під час Кримської війни 1853—1856 років проти міст узбережжя Азовського моря у 1855 році. Кампанія здійснена з метою відрізати Крим від Наддніпрянщини та Кубані з метою більш ефективного проведення облоги Севастополя.

## Передумови
У 1853 році султан Османської імперії Абдул-Меджид I вирішив передати право організовувати паломництва до Єрусалиму від російських православних до католиків. Через це імператор Росії Микола I розпочав війну проти Османської імперії.
Розгром турецького флоту під Сінопом спонукали Велику Британію, Францію та Сардинію втрутитися у російсько-турецький конфлікт на боці османів, оскільки ці держави не бажали посилення Росії за рахунок турецьких володінь.
13 вересня 1854 року об'єднаний франко-британсько-турецько-сардинський флот розпочав облогу Севастополя.

## Підготовка
У 1855 році вирішено провести військову морську кампанію в Азовському морі. Її мета — відрізати Крим від Наддніпрянщини та Кубані. З цих регіонів, особливо з Наддніпрянщини, на півострів постачалися продовольство та зброя. Навесні 1855 року розпочалася підготовка до проведення операції. У травні вона розпочалася.

## Проведення
24 травня 1855 року англо-французька ескадра атакувала Керченську протоку. Флот складався з 57 кораблів, 11 плавучих батарей і кількох десятків невеликих суден. Загалом на усіх суднах налічувалося понад 16 тисяч осіб. 10-тисячне російське військо, дислоковане у східній частині Криму під командуванням Карла Врангеля, не чинило жодного спротиву своєму противникові. Російський флот, що перебував у Керчі, був нездатним протистояти англо-французькому флотові, тому його командувач Микола Вульф вирішив спалити кораблі своєї ескадри, а на решті 4 — відступити в Азовське море. У результаті таких обставин Керч була взята англо-французькою ескадрою без жодного бою та втрат.
Захоплення Керченської протоки дало змогу контролювати її та, відповідно, проникати вглиб Азовського моря.

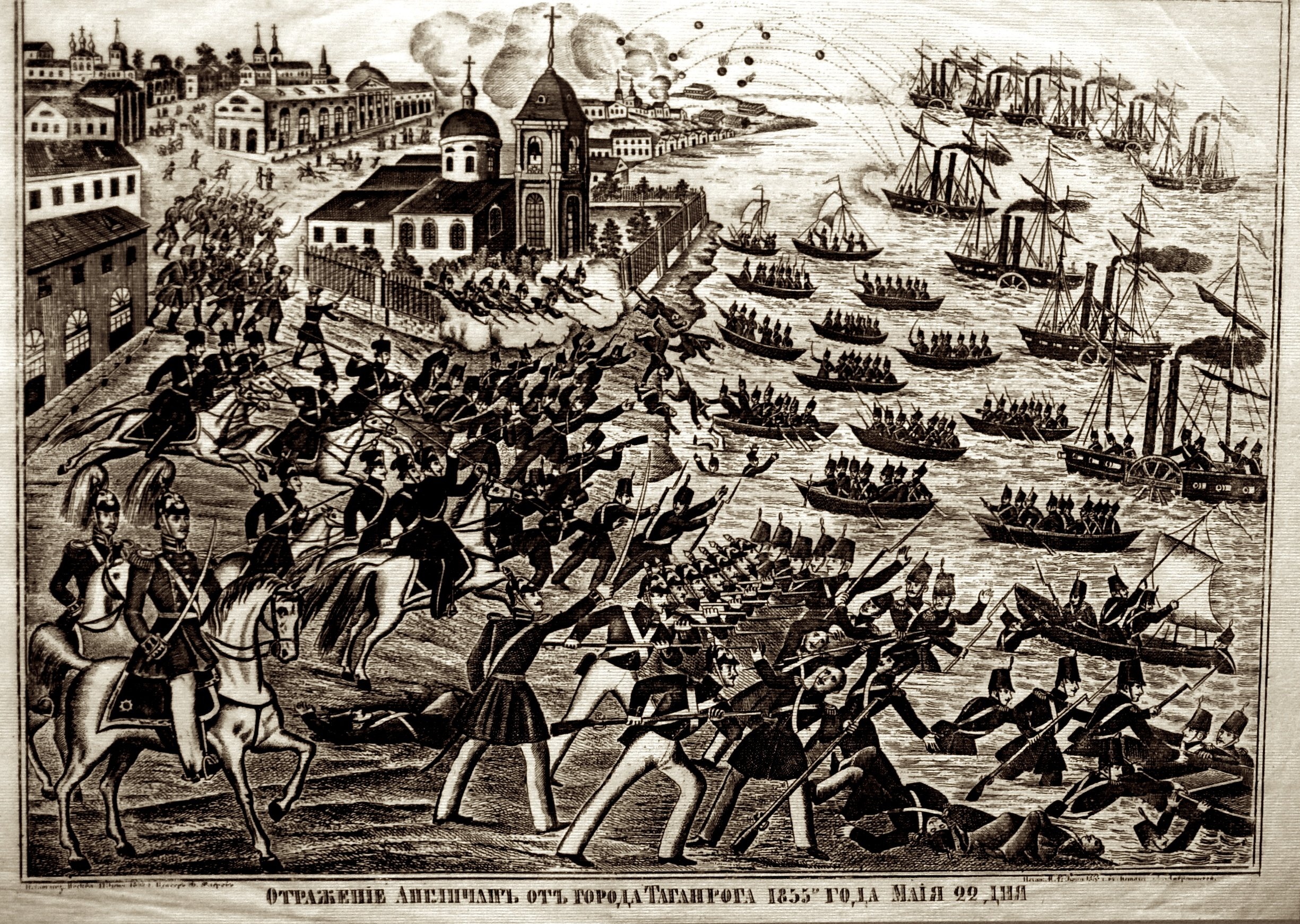
Перша спроба облоги Таганрога. Російська гравюра

Захопивши Керч, 26 травня 1855 року англо-французький флот розпочав просувати вглиб Азовського моря. Ескадра нараховувала від 16 до 20 кораблів (HMS Miranda). Здійснено невдалий для союзників напад на фортецю Арабат. 27 травня флот зміг безперешкодно спалити продовольчі склади у Бердянську. 28 травня ескадра розгромила Генічеськ, проте дістатися до півострова Чонгар їй не вдалося. 3 червня ескадра дісталася Таганрога. Після того як тамтешній гарнізон відмовився виконати ультиматум флоту союзників здатися, місто обстріляли з гармат. Близько 300 десантників висадилися на березі Таганрога, проте ця атака була відбита російською армією. 5 червня обстріляний з моря був Маріуполь. 6 червня англо-французький морський десант висадився поблизу Єйська й підпалив тамтешні продовольчі склади російської армії. 8 червня флот союзників намагався висадити десант поблизу Темрюка. Цьому завадили завчасне прибуття російського контингенту та шторм, що почався на морі.
Вдруге англо-французька ескадра увійшла в Азовське море 9 червня. Вона складалася з 15 флагманів «Везувій». Командував нею Шерард Осборн. Флот поступово рухався вздовж західного узбережжя Азовського моря, Арабатської стрілки. 16 червня флот дістався Генічеська. З 17 по 23 червня з моря безперестанку відбувався обстріл Бердянська. 12 липня поблизу Таганрога затонув британський корабель «Джаспер».

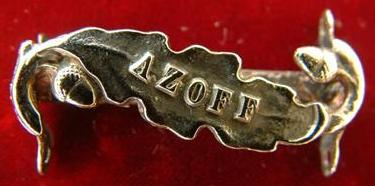
Планка «Азов» з Британської медалі за Кримську війну

4 серпня англійський флот у складі 5 суден втретє увійшов у акваторію Азовського моря. 31 серпня атаковано Маріуполь. Розграбовано і спалено порт, а також передмістя Слобідку. Ескадра союзників покинула Таганрозьку затоку 2 вересня.
3 листопада 1855 року британська ескадра з 8 суден на чолі з Шерардом Осборном атакували Єйськ. На березі висадився десант. Він атакував село Глафіровку та спалив тамтешні продовольчі склади. 6 листопада атаковано безпосередньо Єйськ, який захищали невеликі групи козаків.